# Vale de Neander

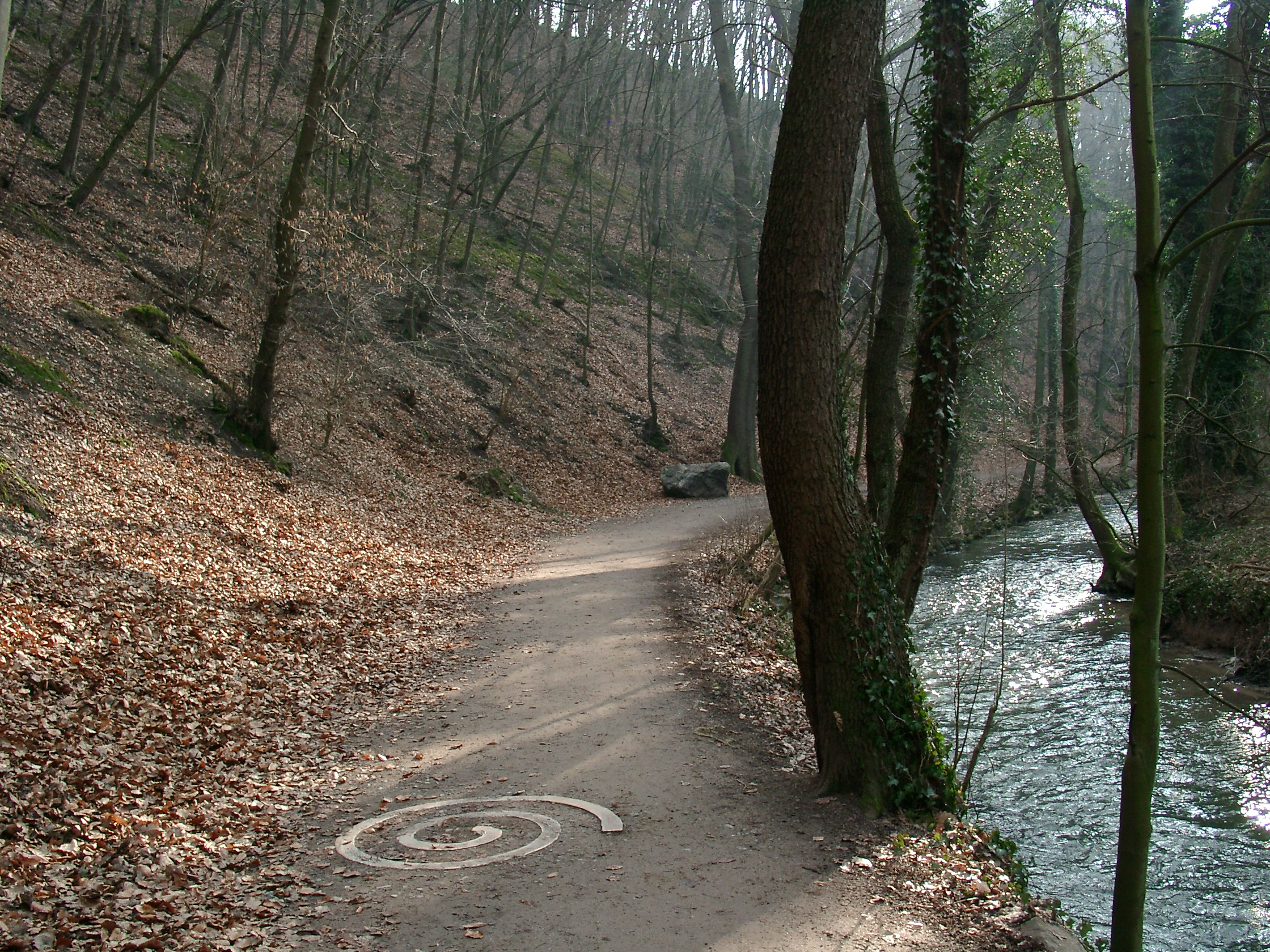
Caminho em floresta no vale de Neander

O Neandertal (em português, 'Vale de Neander') é um pequeno vale do Rio Düssel, no estado alemão de Nordrhein-Westfalen, entre as cidades de Erkrath e Mettmann. O local tornou-se mais conhecido pelo fato de ali terem sido encontrados fósseis do Homo neanderthalensis.
Em 1903, uma reforma ortográfica da língua alemã modificou a escrita de Thal (vale) para Tal. O nome científico (Homo neanderthalensis ou Homo sapiens neanderthalensis) não seguiu a modificação, porque as regras de taxonomia mantêm a grafia do período da nomeação.
O vale foi assim chamado em alusão a Joachim Neander, compositor e pregador pietista do século XVII  que costumava reunir seus seguidores no local para ouvir seus sermões.